# Onderwijs in Nijmegen
Dit is een overzicht van het onderwijs in Nijmegen.

## Radboud Universiteit
In 1923 werd de Katholieke Universiteit Nijmegen (KUN) opgericht met als doel om de emancipatie van rooms-katholieken in Nederland te bevorderen. In 2004 werd de naam van de universiteit gewijzigd in Radboud Universiteit Nijmegen.
De universiteit biedt inmiddels ruim zestig opleidingen aan, verdeeld over zeven faculteiten. De faculteit religiewetenschappen is van start gegaan op 1 september 2006.
De faculteiten van de RU zijn:
- Filosofie, Theologie & Religiewetenschappen
- Letteren
- Managementwetenschappen
- Natuurwetenschappen, Wiskunde & Informatica
- Rechtsgeleerdheid
- Sociale wetenschappen
- Medische Wetenschappen binnen het Radboudumc

## HAN University of Applied Sciences
De HAN University of Applied Sciences is in 1996 ontstaan onder de naam Hogeschool van Arnhem en Nijmegen (HAN) uit een fusie van de Hogeschool Nijmegen, de Hogeschool Gelderland en de HEAO Arnhem. In Nijmegen zijn alle instituten van de instelling gehuisvest in gebouwen op en rond de campus van de Nijmeegse universiteit in de wijk Heijendaal. Onder andere het Gymnasion en het Bisschop Hamerhuis zijn gebouwen van de HAN.
De volgende sectoren van de HAN bieden hbo-opleidingen aan in Nijmegen:
- Techniek
- Economie en Management
- Onderwijs
- Gedrag en Maatschappij
- Gezondheidszorg.

## ROC Nijmegen
Het ROC Nijmegen biedt opleidingen aan in het middelbaar beroepsonderwijs en volwasseneneducatie. ROC Nijmegen heeft diverse locaties verspreid over de stad.

## Voortgezet onderwijs
In Nijmegen zijn onder andere de volgende middelbare scholen te vinden:
| School                                        | Omschrijving |
| --------------------------------------------- | --- |
| Montessori College Nijmegen                   | Scholengemeenschap voor vmbo, havo en vwo |
| Stedelijk Gymnasium Nijmegen                  | |
| Canisius College                              | Katholieke school voor vmbo, havo en vwo |
| Citadel College (Lent)                        | Openbare school voor vmbo, havo en vwo |
| Kandinsky College                             | Scholengemeenschap voor vmbo, havo en vwo. Geeft als enige school in Nijmegen tweetalig onderwijs. |
| Mondial College                               | (Voorheen Lindenholt College) Scholengemeenschap voor vmbo, havo en vwo |
| Nijmeegse Scholengemeenschap Groenewoud (NSG) | Scholengemeenschap voor vmbo-t, havo en vwo |
| Stedelijke Scholengemeenschap Nijmegen (SSgN) | Openbare scholengemeenschap voor vmbo-t, havo en vwo jenaplanonderwijs |
| Karel de Grote College                        | Voortgezet vrijeschoolonderwijs |
| Sint Jorisschool                              | Voortgezet (lwoo-)onderwijs voor vmbo, onderbouw vmbo-t+ |
| Dominicus College                             | Voortgezet onderwijs voor havo en vwo. Beschikt over een afdeling, de Monnikskap, die leerlingen met een handicap of ziekte opleidt tot een regulier diploma op havo/vwo-niveau. Het is de enige school in Nederland die daar gespecialiseerd in is. |

Vanaf het schooljaar 2007/2008 zijn een aantal scholen gefuseerd. Het betreft:
- Lindenholt College
- vmbo-afdeling, Dennenstraat Dominicus College
- vmbo-afdeling, locatie Streekweg Maaswaal College
- Technische School Jonkerbosch

Deze scholen vormen samen het Mondial College met vier locaties:
- Leuvensbroek (vmbo/havo/vwo)
- Nijmegen-West (vmbo)
- Streekweg (vmbo)
- Hatertseweg (vmbo)

Vanaf het schooljaar 2014/2015 gaat het Mondial College verder op twee locaties (Leuvensbroek en Meeuwseacker), die beide in het stadsdeel Lindenholt gevestigd zullen zijn.

## Basisonderwijs
In Nijmegen zijn onder andere de volgende basisscholen te vinden:
| School                      | Omschrijving |
| --------------------------- | --- |
| Aquamarijn                  | Rooms-katholieke basisschool                                                                                           |
| De Akker                    | Katholieke basisschool aan de Akkerlaan                                                                                |
| De Bloemberg                | Basisschool in de Zellersacker (Lindenholt)                                                                            |
| De Buut                     | Openbare Basisschool met twee locaties. Het kleuteronderwijs is geïnspireerd door de filosofie van Reggio Emilia       |
| De Driemaster               | Rooms-katholieke basisschool in Bottendaal                                                                             |
| De Dukendonck               | Openbare Basisschool in Dukenburg                                                                                      |
| De Geldershof               | Basisschool in Lent |
| De Hazesprong               | Rooms-katholieke basisschool in de wijk Hazenkamp                                                                      |
| Hidaya                      | Islamitische basisschool                                                                                               |
| Klein Heyendaal             | Basisschool aan de Heyendaalseweg                                                                                      |
| De Kleine Wereld            | Basisschool in Grootstal                                                                                               |
| De Klumpert                 | Basisschool in Hatert                                                                                                  |
| De Lanteerne                | Rooms-katholieke jenaplanschool                                                                                        |
| De Lindenhoeve              | Rooms-katholieke basisschool in de Zellersacker (Lindenholt)                                                           |
| De Meiboom                  | Katholieke Daltonschool                                                                                                |
| De Muze                     | Openbare basisschool in Nijmegen-Oost                                                                                  |
| Het Octaaf                  | Rooms-katholieke basisschool in Neerbosch-Oost                                                                         |
| Petrus Canisiusschool       | Basisschool Benedenstad                                                                                                |
| Prins Mauritsschool         | Prot. Chr. Basisschool                                                                                                 |
| De Wieken                   | Rooms-katholieke basisschool                                                                                           |
| De Windroos                 | School voor speciaal basisonderwijs op twee locaties: Tapirstraat (locatie Goffert) en Gildekamp (locatie Lindenholt). |
| De Wingerd                  | Rooms-katholieke basisschool                                                                                           |
| De Zonnewende               | Openbare basisschool                                                                                                   |
| Nutsschool Lankforst        | Openbare basisschool in de wijk Lankforst in Dukenburg                                                                 |
| Vrije School Meander        | Basisschool voor vrijeschoolonderwijs                                                                                  |
| Montessorischool Lindenholt | Montessorionderwijs |
| Montessorischool Dukenburg  | Montessorionderwijs |
| De Sterredans               | Jenaplanonderwijs |
| Sint Nicolaasschool         | Jenaplanonderwijs |